# 李志工
李志工（？—），男，中华人民共和国外交官，曾任中华人民共和国驻琅勃拉邦总领事，现任中华人民共和国驻德班总领事。

## 生平
2009年，任驻利比里亚大使馆政务参赞。2012年，任驻柬埔寨大使馆政务参赞。2016年，挂职云南省昆明市副市长。2018年，任外交部亚洲司参赞、副司级。2019年4月，出任中华人民共和国驻琅勃拉邦总领事。2023年2月，自驻琅勃拉邦总领事离任。2023年4月，出任中华人民共和国驻德班总领事。